# Arctogeophilus umbraticus
Arctogeophilus umbraticus är en mångfotingart som först beskrevs av John McNeill 1887.  Arctogeophilus umbraticus ingår i släktet Arctogeophilus och familjen storjordkrypare. Inga underarter finns listade i Catalogue of Life.